# Ortopnoická poloha

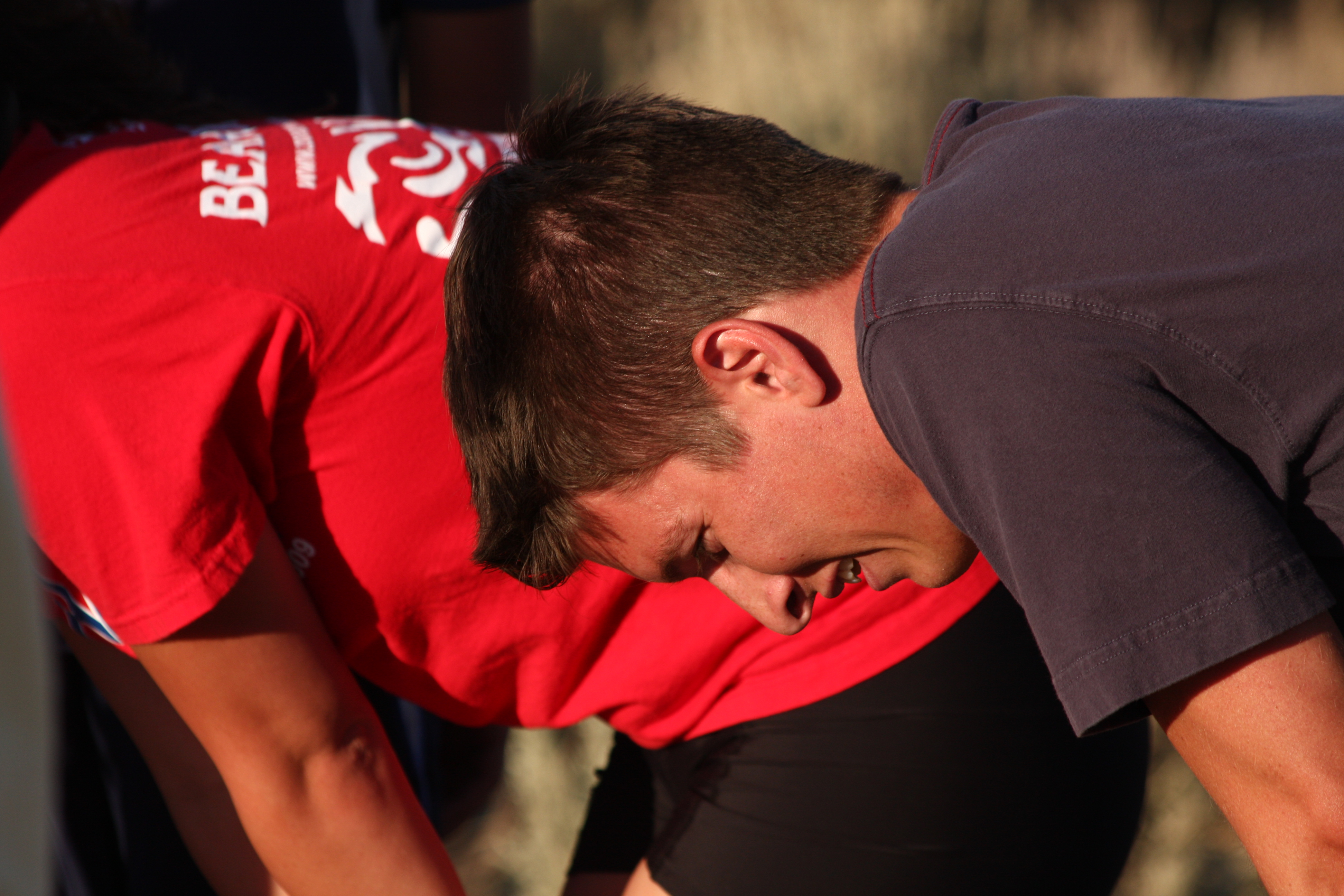
Ortopnoickou polohu zaujímají často běžci při vyčerpání - předklon a opora horních končetin

Ortopnoická poloha (z řeckého ορτόπνοια) je poloha člověka trpícího dušností. V medicíně je definována jako preference polohy v sedě (nemocný se posazuje na lůžku) s typickou fixací ramenního pletence (drží se za podložku, opěradlo židle apod.). V této poloze člověku s dušností poklesnou útroby, což umožňuje lepší využití bránice, díky fixaci ramenního pletence horní končetiny jsou lépe využity pomocné dýchací svaly, a to zejména ty, které se uplatní při nádechu. Pod pojmem ortopnoe pak rozumíme dechovou tíseň vázanou na polohu vleže, která nutí k zaujetí ortopnoické polohy.

## Stavy spojené s ortopnoickou polohou

### Plicní edém
Plicní edém vzniká při levostranném srdečním selhávání, kdy dochází k překročení onkotického tlaku plazmy a ta tak přestupuje do plicního intersticia. To způsobuje záchvatovitou dušnost, která přichází zejména v noci. Nemocný v anamnéze popisuje typicky potřebu spánku v polosedě, s bohatě podloženou horní částí těla. Ortopnoickou polohu však zaujímá až při záchvatovité dušnosti při progresi plicního edému.

### Bronchiální astma
Při astmatickém záchvatu nemocný taktéž zaujímá ortopnoickou polohu, ten však, na rozdíl od záchvatu dušnosti při plicním edému, přichází kdykoli během dne, zejména pak po expozici alergenem. Oproti lidem trpícím edémem plic bývají tito nemocní mladší a mají obvykle odlišný poslechový nález na plicích.